# Willwerscheid
Willwerscheid település Németországban, Rajna-vidék-Pfalz tartományban. Lakosainak száma 58 fő (2023. december 31.).

## Népesség
A település népességének változása:
| Lakosok száma | 40   | 60   | 55   | 59   | 60   | 58   |
|               | 1975 | 2017 | 2019 | 2021 | 2022 | 2023 |